# Jansenia
Jansenia is een geslacht van kevers uit de familie van de loopkevers (Carabidae). De wetenschappelijke naam van het geslacht is voor het eerst geldig gepubliceerd in 1865 door Chaudoir.

## Soorten
Het geslacht Jansenia omvat de volgende soorten:
- Jansenia applanata (Acciavatti & Pearson, 1989)
- Jansenia azureocincta (Bates, 1878)
- Jansenia bangalorensis Cassola & Werner, 2003
- Jansenia chlorida (Chaudoir, 1865)
- Jansenia chloropleura (Chaudoir, 1865)
- Jansenia choriodista (Acciavatti & Pearson, 1989)
- Jansenia cirrhidia (Acciavatti & Pearson, 1989)
- Jansenia corrugatosa (Acciavatti & Pearson, 1989)
- Jansenia corticata (Putzeys, 1875)
- Jansenia crassipalpis (W.Horn, 1908)
- Jansenia cratera (Acciavatti & Pearson, 1989)
- Jansenia dasiodes (Acciavatti & Pearson, 1989)
- Jansenia fusissima (Acciavatti & Pearson, 1989)
- Jansenia grossula (W.Horn, 1925)
- Jansenia indica (Fleutiaux, 1893)
- Jansenia laeticolor (W.Horn, 1904)
- Jansenia legnotia (Acciavatti & Pearson, 1989)
- Jansenia motschulskyana (W.Horn, 1915)
- Jansenia myanmarensis Wiesner, 2004
- Jansenia nathanorum Cassola & Werner, 2003
- Jansenia ostrina (Acciavatti & Pearson, 1989)
- Jansenia plagatima (Acciavatti & Pearson, 1989)
- Jansenia prothymoides (W.Horn, 1908)
- Jansenia psarodea (Acciavatti & Pearson, 1989)
- Jansenia pseudodromica (W.Horn, 1932)
- Jansenia reticulella (Acciavatti & Pearson, 1989)
- Jansenia rostrulla (Acciavatti & Pearson, 1989)
- Jansenia rugosiceps (Chaudoir, 1865)
- Jansenia sandurica (Acciavatti & Pearson, 1989)
- Jansenia semisetigerosa (Acciavatti & Pearson, 1989)
- Jansenia stellata (Acciavatti & Pearson, 1989)
- Jansenia stuprata (W.Horn, 1909)
- Jansenia tetragrammica (Chaudoir, 1865)
- Jansenia tetrastacta (Wiedemann, 1823)
- Jansenia venus (W.Horn, 1907)
- Jansenia vestiplicatica (Acciavatti & Pearson, 1989)
- Jansenia viridicincta (W.Horn, 1894)
- Jansenia westermanni (Schaum, 1861)